# Coenosia fuscifrons
Coenosia fuscifrons är en tvåvingeart som beskrevs av Malloch 1919. Coenosia fuscifrons ingår i släktet Coenosia och familjen husflugor. Inga underarter finns listade i Catalogue of Life.